# Нимчук, Иван
Ива́н Нимчу́к (укр. Іван Німчук; 12 февраля 1891, с. Джурина (ныне Чортковского района Тернопольской области Украины) — 1 мая 1956) — западноукраинский общественный и политический деятель, доктор наук, журналист, редактор ряда украинских периодических изданий во Львове, Германии и Канаде.
Выпускник Львовского университета. В ноябре 1918 г. И. Нимчук находясь в Вене, был членом Военного совета и Сборной станицы Украинской национальной армии, которая организовывала военные эшелоны для поддержки Украинской галицкой армии.
Редактировал издания «Відродження України» (1918) и «Український прапор» (1921—1923) в Вене. С 1925 г. был соредактором, а в 1935—1939 годах — главным редактором ведущего издания Галичины — газеты «Дело».
В период правления на Западной Украине Польши Нимчук был одним из лидеров Украинского национально-демократического объединения и избирался членом ЦК УНДО.
После присоединения Западной Украины к СССР в 1939—1941 годах находился в заключении. Во время немецкой оккупации работал в «Українському видавництві», где сотрудничал с литературным ежемесячником «Наші дні».
После войны выехал на Запад. Был секретарем Временного украинского комитета помощи (укр. Український Допомоговий Комітет) — Центрального представительсва украинской эмиграции в Германии. Позже переехал на жительство в Канаду. Был редактором еженедельника «Українські вісті» в Эдмонтоне.
Автор трудов по истории и культуре, в том числе, «Київ у часі проголошення злуки», «Українська Військова Організація у Відні в днях перевороту. Причинок до історії будови української держави в Галичині» и др.
Один из первых деятелей и учредителей Научного Общества им. Шевченко в Канаде. Действительный членом НТШ.